# 彩那音
彩那 音（あやな おと、11月9日 - ）は、元宝塚歌劇団・雪組の男役。
神奈川県横浜市港北区、高木学園女子高等学校出身。
身長167cm、血液型A型。愛称は本名から「ひろみ」、「おと」。
姉は元月組トップスターで現在は女優の彩輝なお。

## 来歴
1997年4月、宝塚音楽学校入学。85期生。
1999年4月、宝塚歌劇団に入団。入団時の成績は40人中36番。雪組宝塚大劇場公演『再会/ノバ・ボサ・ノバ』で初舞台。同期には映美くらら（元月組トップ娘役）、柚希礼音（元星組トップスター）、桜一花、華形ひかる、青樹泉、真野すがた、舞咲りん、十輝いりす、大海亜呼、美鳳あや、山科愛、神月茜、柊巴、銀河亜未、南海まり、美羽あさひ、音乃いづみ、七帆ひかるなどがいる。同年10月4日、月組に配属。
2002年7月、1年後輩の城咲あいと共にTAKARAZUKA SKY STAGE第1期スカイフェアリーズを1年間務める。
月組配属後は同期の真野、青樹と共にトリオで使われ、また新人公演では先輩の大空祐飛、霧矢大夢などの役を与えられる。2006年3月、雪組に異動。
2007年8月、世界陸上大阪大会にあわせて結成された「AQUA5」の一員に選ばれる。
2011年11月20日、『仮面の男』／『ROYAL STRAIGHT FLUSH!!』の東京公演千秋楽をもって、宝塚歌劇団を退団。

## 宝塚歌劇団時代の主な舞台出演
2004年
- 『飛鳥夕映え－蘇我入鹿－/タカラヅカ絢爛II』中大兄皇子役

ショーでは北翔海莉、同期の青樹泉と共にエトワールに選ばれる。
2005年
- 『エリザベート -愛と死の輪舞-』ルドルフ（少年時代）役

同新人公演ではルイジ・ルキーニ役（本役：霧矢大夢）を演じる。
- 『JAZZYな妖精たち/Revue of Dreams』テリー役

最後の新人公演ではティモシー（本役：大空祐飛）を演じた。
2006年
- 中日劇場公演『あかねさす紫の花』天比古役
- 『堕天使の涙/タランテラ!』マルセル役

2007年
- 中日劇場公演『星影の人/Joyful!!II』山南敬助役
- 『エリザベート -愛と死の輪舞-』エルマー役

2008年
- 『君を愛してる－Je t' aime－/ミロワール』シャルル役
- 全国ツアー『ベルサイユのばら-ジェローデル編-』ロベスピエール役
- 『ソロモンの指輪/マリポーサの花』ラファエル役
- 『カラマーゾフの兄弟』スメルジャコフ役

2009年
- 『風の錦絵/ZORRO 仮面のメサイア』ブラック・エルク役
- 『ロシアン・ブルー　-魔女への鉄槌-/RIO DE BRAVO!!』佐野碩役
- 全国ツアー公演『情熱のバルセロナ/RIO DE BRAVO!!』エンリケ役

2010年
- 『ソルフェリーノの夜明け/Carnevale 睡夢』モラルド役
- 『ロジェ/ロック・オン！』ヤコブ役
- バウホール公演『オネーギン』ウラジーミル・レンスキー役

2011年
- 『ロミオとジュリエット』パリス役
- 全国ツアー『黒い瞳/ロック・オン！』ベロボロードフ役
- 梅田芸術劇場メインホール『ハウ・トゥー・サクシード』　ジェンキンズ　オヴィントン役
- 『仮面の男/ROYAL STRAIGHT FLUSH!!』 ルーヴォア役　＊退団公演